# Federico Andreotti (autore televisivo)
Federico Andreotti (Rovigo, 4 luglio 1962) è un autore televisivo e regista italiano.

## Biografia
Fin da giovanissimo lavora nel mondo delle radio e delle tv locali. Studia spettacolo e comunicazione al DAMS di Bologna e si laurea in semiotica con Umberto Eco, scrivendo una tesi sulle strutture narrative in Raymond Queneau. All'inizio degli anni novanta conosce Beppe Grillo, con il quale collabora fino al 1996. Con lui crea il suo primo spettacolo su Internet e firma la trasmissione televisiva Beppe Grillo (1993). Nei due anni successivi alterna le tournée con Grillo con il talk Dove sono i Pirenei?. Nel 1996 conosce l'editore Sandro Parenzo e collabora con Angelo Guglielmi al progetto per creare un terzo polo televisivo. Nel 1997 torna a dedicarsi alla comicità scrivendo per il programma Pippo Chennedy Show e nel 2003 per Zelig.

## Programmi TV
- Domenica in (Rai 1, 1992-1993)
- Beppe Grillo (Rai 1, 1993)
- Dove sono i Pirenei? (Rai 3, 1994-1995)
- Pippo Chennedy Show (Rai 2, 1997)
- Indagine sulla canzone truccata (Canale 5, 1998)
- Zelig Circus (Italia 1, 2003; Canale 5, 2004-2006)
- Zelig Off (Italia 1, 2003; Canale 5, 2004-2010; Italia 1, 2011-2012)
- Mai dire martedì (Italia 1, 2007-2008)
- Zelig (Canale 5, 2007-2013)
- Red or Black? - Tutto o niente (Rai 1, 2013)
- Zelig 1 (Italia 1, 2013-2014)
- Chiambretti Supermarket (Italia 1, 2014)
- Natural Born Comedians (Comedy Central, 2015)
- Eccezionale veramente (LA7, 2016)

## Teatro

### Autore
- Andiamo a controllare, con Gigi e Ross (2006)
- Visti da est, con Luca Klobas (2007)
- In famiglia senza medico, con Gabriele Cirilli (2011)

### Autore e regia
- Sulla sponda dell'Arno mi sono seduta e ho pianto, con Anna Meacci (1997)
- Sorridi sei su Internet, con Diego Parassole (2000)
- Traffico permanente, con Luca Donato (2002)
- Da giovidì a giovidì, con Marco Marzocca (2008)
- Disco paradise 77, con Paolo Cevoli (2009)
- Fuori casa, con Antonio D'Ausilio (2011)
- Non sono abbronzato. Qui lo dico e qui lo neg(r)o, con Salvatore Marino (2012)

### Collaborazione e regia
- Recital, con Beppe Grillo (1992-1994)
- Energia e informazione, con Beppe Grillo (1995-1996)

### Collaborazione
- È un esempio!, con Antonio e Michele (2004)
- Vita da patacca, con Paolo Cevoli (2008)

### Regia
- Non solo ultras, con Pino Campagna (2006)